# Andy Abraham
Andrew Abraham (* 16. oder 17. März 1964 in London) ist ein britischer Soulsänger grenadischer Herkunft. In seinem Heimatland bekannt wurde er im Herbst 2005 als Zweitplatzierter der Castingshow The X Factor.

## Werdegang
Abraham arbeitete zunächst in London als Müllmann. Im Frühjahr 2005 bewarb er sich für die zweite Staffel der Castingshow The X Factor, die erfolgreich vom landesweiten Fernsehsender ITV ausgestrahlt wurde. In mehreren Qualifikationsrunden setzte er sich gegen seine Konkurrenten durch und drang bis in die Finalsendung vor. Dort unterlag er am 17. Dezember 2005 in der telefonischen Zuschauerabstimmung Shayne Ward mit 1,2 % weniger an Stimmen. Insgesamt wurden über 10,8 Millionen Stimmen abgegeben.
Trotz der Niederlage in der finalen Abstimmung erhielt Abraham ebenfalls einen Vertrag bei der die Show begleitenden Plattenfirma Sony BMG. Am 20. März 2006 erschien unter dem Titel The Impossible Dream sein Debütalbum. Mit 176.000 verkauften Kopien in der ersten Woche erreichte es Platz 2 der britischen Albumcharts. Insgesamt wurden von dem Album etwa 300.000 Exemplare verkauft und es erreichte in Großbritannien Platinstatus. Mit seinem Ende 2006 veröffentlichten Album Soul Man konnte er diesen Erfolg nicht mehr wiederholen. Gleichwohl erreichte es die Top 20 der Albumcharts.
Für sein drittes Album, das eigentlich 2008 erscheinen sollte, schrieb Abraham alle Titel selbst. Die erste Single daraus – Even If – wurde am 1. März 2008 im Rahmen der Fernsehshow Eurovision - Your Decision 2008 als britischer Beitrag für den Eurovision Song Contest 2008 ausgewählt. Im Finale des ESC am 24. Mai 2008 in Belgrad belegte Abraham den 25. und somit letzten Platz.

## Diskografie
Alben
- 2006: The Impossible Dream
- 2006: Soul Man
- 2008: The Very Best Of
- 2008: Even If

## Auszeichnungen für Musikverkäufe
| Goldene Schallplatte - Irland - 2006: für das Album Soul Man Platin-Schallplatte - Irland - 2006: für das Album The Impossible Dream |

Anmerkung: Auszeichnungen in Ländern aus den Charttabellen bzw. Chartboxen sind in ebendiesen zu finden.
| Land/RegionAuszeichnungen für Musikverkäufe (Land/Region, Auszeichnungen, Verkäufe, Quellen) | Gold     | Platin     | Verkäufe | Quellen        |
| -------------------------------------------------------------------------------------------- | -------- | ---------- | -------- | -------------- |
| Irland (IRMA)                                                                                | Gold1    | Platin1    | 22.500   | irishcharts.ie |
| Vereinigtes Königreich (BPI)                                                                 | Gold1    | Platin1    | 400.000  | bpi.co.uk      |
| Insgesamt                                                                                    | 2× Gold2 | 2× Platin2 |          |                |